# Halle Open 2002 - Qualificazioni singolare
Le qualificazioni del singolare dell'Halle Open 2002 sono state un torneo di tennis preliminare per accedere alla fase finale della manifestazione. I vincitori dell'ultimo turno sono entrati di diritto nel tabellone principale. In caso di ritiro di uno o più giocatori aventi diritto a questi sono subentrati i lucky loser, ossia i giocatori che hanno perso nell'ultimo turno ma che avevano una classifica più alta rispetto agli altri partecipanti che avevano comunque perso nel turno finale.
Le qualificazioni del torneo Halle Open 2002 prevedevano 32 partecipanti di cui 4 sono entrati nel tabellone principale.

## Teste di serie
1. Gabriel Trifu (ultimo turno)
2. Radek Štěpánek (Qualificato)
3. Alexander Waske (secondo turno)
4. Cyril Saulnier (Qualificato)

1. Gastón Etlis (primo turno)
2. David Prinosil (Qualificato)
3. Igor' Kunicyn (primo turno)
4. Frédéric Niemeyer (ultimo turno)

## Qualificati
1. David Prinosil
2. Radek Štěpánek

1. Răzvan Sabău
2. Cyril Saulnier

## Tabellone

### Legenda
| - Q = Qualificato - WC = Wild card - LL = Lucky loser | - ALT = Alternate - SE = Special Exempt - PR = Protected Ranking | - w/o = Walkover - r = Ritirato - d = Squalificato |

### Sezione 1
|  | Primo turno           | Primo turno           | Primo turno           | Primo turno | Primo turno |  |  | Secondo turno | Secondo turno   | Secondo turno   | Secondo turno  | Secondo turno |   |   | Ultimo turno | Ultimo turno  | Ultimo turno | Ultimo turno | Ultimo turno |  |
|  |                       |                       |                       |             |             |  |  |               |                 |                 |                |               |   |   |              |               |              |              |              |  |
|  | 1                     | Gabriel Trifu         | Gabriel Trifu         | 7           | 6           |  |  |               |                 |                 |                |               |   |   |              |               |              |              |              |  |
|  |                       | Michael Berrer        | Michael Berrer        | 62          | 3           |  |  | 1             | Gabriel Trifu   | Gabriel Trifu   | 6              | 6             |   |   |              |               |              |              |              |  |
|  | Frank Moser           | Frank Moser           | Frank Moser           | 7           | 6           |  |  |               | Frank Moser     | Frank Moser     | 4              | 2             |   |   |              |               |              |              |              |  |
|  | Alexander Schweizer   | Alexander Schweizer   | Alexander Schweizer   | 64          | 4           |  |  |               |                 |                 |                |               |   |   | 1            | Gabriel Trifu | 6            | 1            | 4            |  |
|  | Rodolphe Cadart       | Rodolphe Cadart       | Rodolphe Cadart       | 7           | 6           |  |  |               |                 | 6               | David Prinosil | 3             | 6 | 6 |              |               |              |              |              |  |
|  | Christopher Koderisch | Christopher Koderisch | Christopher Koderisch | 5           | 3           |  |  |               | Rodolphe Cadart | Rodolphe Cadart | 4              | 1             |   |   |              |               |              |              |              |  |
|  | 6                     | David Prinosil        | 3                     | 6           | 6           |  |  | 6             | David Prinosil  | David Prinosil  | 6              | 6             |   |   |              |               |              |              |              |  |
|  |                       | Sebastian Linda       | 6                     | 3           | 3           |  |  |               |                 |                 |                |               |   |   |              |               |              |              |              |  |

### Sezione 2
|  | Primo turno          | Primo turno          | Primo turno          | Primo turno | Primo turno |  |  | Secondo turno | Secondo turno     | Secondo turno     | Secondo turno     | Secondo turno |   |   | Ultimo turno | Ultimo turno   | Ultimo turno | Ultimo turno | Ultimo turno |  |
|  |                      |                      |                      |             |             |  |  |               |                   |                   |                   |               |   |   |              |                |              |              |              |  |
|  | 2                    | Radek Štěpánek       | 6                    | 63          | 6           |  |  |               |                   |                   |                   |               |   |   |              |                |              |              |              |  |
|  |                      | Franz Stauder        | 3                    | 7           | 1           |  |  | 2             | Radek Štěpánek    | Radek Štěpánek    | 6                 | 6             |   |   |              |                |              |              |              |  |
|  | Karsten Braasch      | Karsten Braasch      | 6                    | 5           | 6           |  |  |               | Karsten Braasch   | Karsten Braasch   | 1                 | 1             |   |   |              |                |              |              |              |  |
|  | Benjamin Kohlloeffel | Benjamin Kohlloeffel | 3                    | 7           | 3           |  |  |               |                   |                   |                   |               |   |   | 2            | Radek Štěpánek | 4            | 6            | 7            |  |
|  | Martín Rodríguez     | Martín Rodríguez     | Martín Rodríguez     | 6           | 6           |  |  |               |                   | 8                 | Frédéric Niemeyer | 6             | 3 | 5 |              |                |              |              |              |  |
|  | Dejan Petrović       | Dejan Petrović       | Dejan Petrović       | 4           | 2           |  |  |               | Martín Rodríguez  | Martín Rodríguez  | 3                 | 4             |   |   |              |                |              |              |              |  |
|  | 8                    | Frédéric Niemeyer    | Frédéric Niemeyer    | 6           | 6           |  |  | 8             | Frédéric Niemeyer | Frédéric Niemeyer | 6                 | 6             |   |   |              |                |              |              |              |  |
|  |                      | Daniel Lencina-Ribes | Daniel Lencina-Ribes | 3           | 4           |  |  |               |                   |                   |                   |               |   |   |              |                |              |              |              |  |

### Sezione 3
|  | Primo turno             | Primo turno             | Primo turno    | Primo turno | Primo turno |  |  | Secondo turno           | Secondo turno           | Secondo turno           | Secondo turno | Secondo turno |   |   | Ultimo turno | Ultimo turno | Ultimo turno | Ultimo turno | Ultimo turno |  |
|  |                         |                         |                |             |             |  |  |                         |                         |                         |               |               |   |   |              |              |              |              |              |  |
|  | 3                       | Alexander Waske         | 6              | 68          | 6           |  |  |                         |                         |                         |               |               |   |   |              |              |              |              |              |  |
|  |                         | Andre Begemann          | 3              | 7           | 2           |  |  | 3                       | Alexander Waske         | Alexander Waske         | 6             | 2             |   |   |              |              |              |              |              |  |
|  | Răzvan Sabău            | Răzvan Sabău            | Răzvan Sabău   | 6           | 6           |  |  |                         | Răzvan Sabău            | Răzvan Sabău            | 7             | 6             |   |   |              |              |              |              |              |  |
|  | David Mcnamara          | David Mcnamara          | David Mcnamara | 1           | 2           |  |  |                         |                         |                         |               |               |   |   | Răzvan Sabău | Răzvan Sabău | Răzvan Sabău | 6            | 6            |  |
|  | Kirill Ivanov-Smolensky | Kirill Ivanov-Smolensky | 6              | 3           | 6           |  |  |                         |                         | Yves Allegro            | Yves Allegro  | Yves Allegro  | 2 | 4 |              |              |              |              |              |  |
|  | Paul Baccanello         | Paul Baccanello         | 2              | 6           | 2           |  |  | Kirill Ivanov-Smolensky | Kirill Ivanov-Smolensky | Kirill Ivanov-Smolensky | 4             | 4             |   |   |              |              |              |              |              |  |
|  |                         | Yves Allegro            | 4              | 6           | 6           |  |  | Yves Allegro            | Yves Allegro            | Yves Allegro            | 6             | 6             |   |   |              |              |              |              |              |  |
|  | 5                       | Gastón Etlis            | 6              | 1           | 4           |  |  |                         |                         |                         |               |               |   |   |              |              |              |              |              |  |

### Sezione 4
|  | Primo turno       | Primo turno       | Primo turno       | Primo turno | Primo turno |  |  | Secondo turno     | Secondo turno     | Secondo turno     | Secondo turno    | Secondo turno    |    |   | Ultimo turno | Ultimo turno   | Ultimo turno   | Ultimo turno | Ultimo turno |  |
|  |                   |                   |                   |             |             |  |  |                   |                   |                   |                  |                  |    |   |              |                |                |              |              |  |
|  | 4                 | Cyril Saulnier    | Cyril Saulnier    | 6           | 7           |  |  |                   |                   |                   |                  |                  |    |   |              |                |                |              |              |  |
|  |                   | Nenad Zimonjić    | Nenad Zimonjić    | 3           | 6           |  |  | 4                 | Cyril Saulnier    | 2                 | 6                | 6                |    |   |              |                |                |              |              |  |
|  | Giovanni Lapentti | Giovanni Lapentti | Giovanni Lapentti | 6           | 6           |  |  |                   | Giovanni Lapentti | 6                 | 4                | 4                |    |   |              |                |                |              |              |  |
|  | Alex Rădulescu    | Alex Rădulescu    | Alex Rădulescu    | 4           | 3           |  |  |                   |                   |                   |                  |                  |    |   | 4            | Cyril Saulnier | Cyril Saulnier | 7            | 6            |  |
|  | Marco Chiudinelli | Marco Chiudinelli | 7                 | 1           | 6           |  |  |                   |                   |                   | Kristian Capalik | Kristian Capalik | 63 | 4 |              |                |                |              |              |  |
|  | Fredrik Loven     | Fredrik Loven     | 65                | 6           | 4           |  |  | Marco Chiudinelli | Marco Chiudinelli | Marco Chiudinelli | 65               | 1                |    |   |              |                |                |              |              |  |
|  |                   | Kristian Capalik  | Kristian Capalik  | 6           | 6           |  |  | Kristian Capalik  | Kristian Capalik  | Kristian Capalik  | 7                | 6                |    |   |              |                |                |              |              |  |
|  | 7                 | Igor' Kunicyn     | Igor' Kunicyn     | 2           | 3           |  |  |                   |                   |                   |                  |                  |    |   |              |                |                |              |              |  |